# Requejo

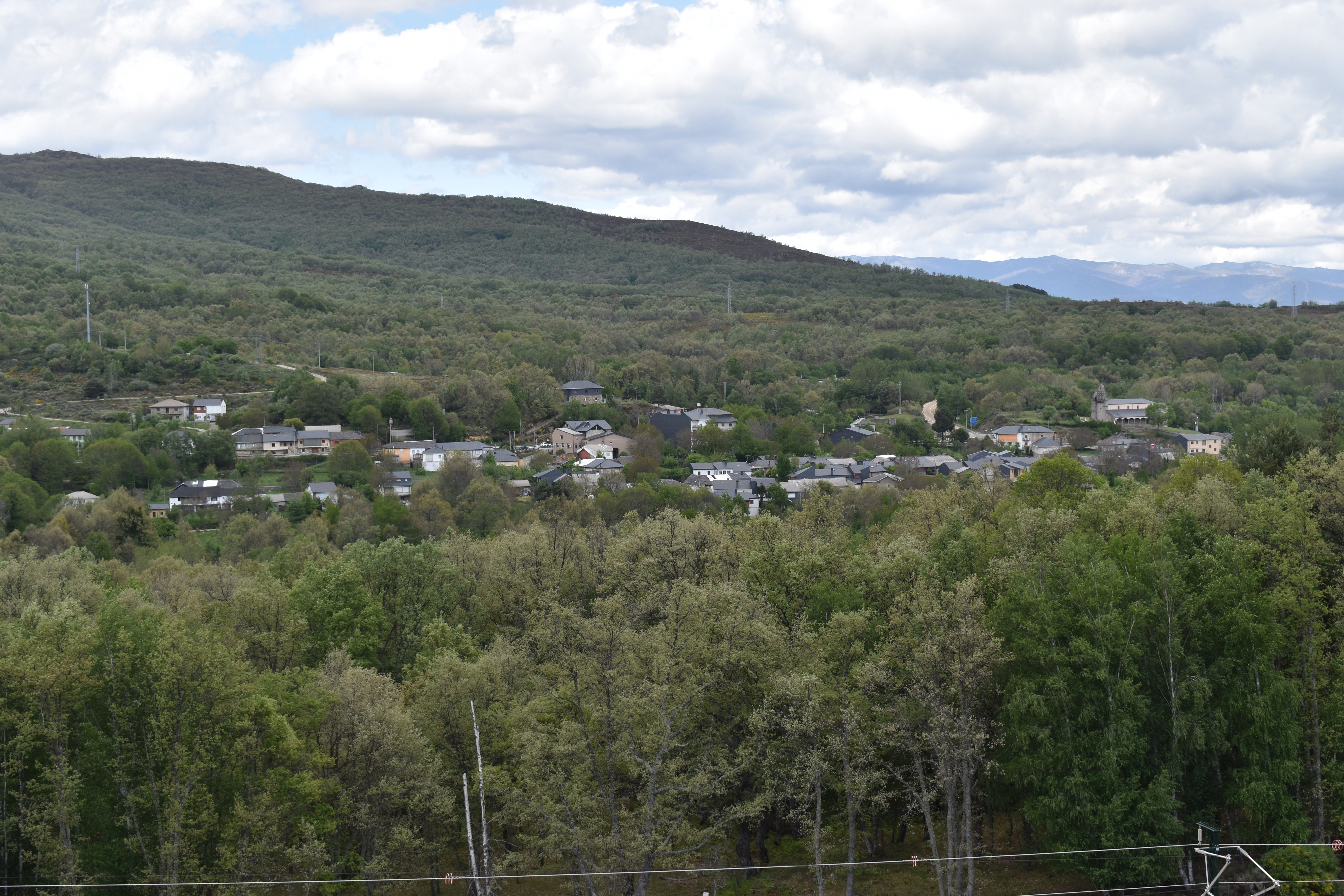
Zicht op Requejo vanaf het spoorwegstation

Requejo is een gemeente in de Spaanse provincie Zamora in de regio Castilië en León met een oppervlakte van 46,10 km². Requejo telt 149 inwoners (1 januari 2016).

## Demografische ontwikkeling
Bron: INE, 1857-2011: volkstellingen